# Legio II Traiana Fortis
Legio II Traiana Fortis – jeden z legionów rzymskich, sformowany w 108 roku przez cesarza Trajana.

## Dzieje legionu
Legio II Traiana Fortis został sformowany prawdopodobnie w 108 roku przez cesarza Trajana . Pełnił służbę garnizonową w Aleksandrii, w rzymskim Egipcie, co potwierdza inskrypcja z datą 5 lutego 109 roku . Możliwe, że uczestniczył w kampaniach przeciw Partom .
Odniesienia do Legio II Traiana Fortis pojawiały się na monetach cesarzy Numeriana i Karynusa .